# فيكتور كروز (لاعب كرة قاعدة)
فيكتور كروز (بالإسبانية: Víctor Cruz) (و. 1957 – 2004 م) هو لاعب كرة قاعدة دومينيكاني، ولد في لا فيغا، بدأ مشواره المهني سنة 24 يونيو 1978، مركز لعبه هو مرسل الكرة ‏، توفي في سانتو دومينغو، عن عمر يناهز 47 عاماً.

## روابط خارجية
- فيكتور كروز على موقع دوري كرة القاعدة الرئيسي (الإنجليزية)
- فيكتور كروز على موقعبيزبول رفرنس.كوم (الدوري الرئيسي) (الإنجليزية)
- فيكتور كروز على موقعبيزبول رفرنس.كوم (الدوري الثانوي) (الإنجليزية)
- فيكتور كروز على موقع مشجعي الرسوم البيانية (الإنجليزية)